# Coxicerberus andamanensis
Coxicerberus andamanensis is een pissebed uit de familie Microcerberidae. De wetenschappelijke naam van de soort is voor het eerst geldig gepubliceerd in 1972 door Coineau & Rao.